# Консейсан (Ковильян)
Консейсан (порт. Conceição) — район (фрегезия) в Португалии, входит в округ Каштелу-Бранку. Является составной частью муниципалитета Ковильян. По старому административному делению входил в провинцию Бейра-Байша. Входит в экономико-статистический субрегион Кова-да-Бейра, который входит в Центральный регион. Население составляет 7563 человека на 2001 год. Занимает площадь 4,00 км².